# Сидерички период ротације
Сидерички период ротације је појам у астрономији који говори којико је времена потребно објекту да изврши једну ротацију у односу на звезде.
На пример, док се Земља окреће око своје осе, звезде се привидно крећу по небеској сфери око пројекције осе Земљине ротације. Време потребно да нека звезда направи пун круг на небеској сфери и врати се у почетни положај, назива се сидерички период ротације.
За Земљу, сидерички период ротације износи 23 часа 56 минута и 4.1 секунди.
Сидерички период ротације и дужина дана нису два иста појма. За спољашње планете (Јупитер, Сатурн, Уран, Нептун) ова два појма имају приближно исте вредности, али за Месец и унутрашње планете (Меркур, Венера, Земља, Марс) ситуација је другачија.
За Земљу и Марс, које ротирају прилично брзо, разлика између дужине дана и ротације је свега пар минута. Међутим, за Месец, Венеру и Меркур, разлика ове две вредности је велика и не може се занемарити. (На пример, за Месец, ова разлика износи два дана)